# Ріхтер Теофіл Данилович
Теофіл Данилович Ріхтер (17(29 квітня) 1872, Житомир — 6 жовтня 1941, Одеса) — український та радянський музикант, викладач, композитор німецького походження. Батько Святослава Ріхтера.

## Біографія
Народився у 1872 році (був молодшим сином) у сім'ї музичного майстра та настроювача Данила Даниловича (за іншими даними — Генріховича) Ріхтера та його дружини Маргарити Іванівни, родом з Тюрингії. Його батько був колоніст-німець з Березина (до революції — територія Польщі), настроювачем музичних інструментів, мав майстерні у Березині та Житомирі, також до революції 1917 року — органістом лютеранської церкви м. Житомира (будівля збереглася).
Показавши видатні музичні здібності, Теофіл відправився навчатися до Віденської консерваторії, де навчався у 1893−1900 роках. Потім він повертається до Житомира і працює до 1916 року у Музичному училищі.
У Житомирі Теофіл Ріхтер одружується з дочкою житомирського поміщика Ганною Павлівною Москальовою. Її батька –  Павло Петрович Москальов — російський дворянин, поміщик, мати — Єлизавета фон Рейніке — теж дворянка (мабуть, німецької крові). В її жилах текла змішана кров: українська, російська, польська, німецька, шведська, угорська, татарська. Вона доводилася далекою родичкою знаменитій співачці Женне Лінд, яка увійшла в історію як «шведський соловей». Ось у цю дівчину й закохався її вчитель музики, запропонував руку. Але Ріхтери і Москальови у тодішньому соціумі мали «різні вагові категорії». Перші належали до міщан, хоча Данило Данилович Ріхтер за особливі заслуги перед суспільством і мав звання почесного потомственого громадянина, а другі — до дворян. Були вони і різного віросповідання та різних національностей: Ріхтери — лютерани, німці (хоча і місцеві, волинські), Москальови — православні, корінні. Тому батьки Ганни довго не давали згоду на одруження дочки. Тим більше, що її суджений був аж на двадцять років старший за наречену. Але все ж Теофіл та Ганна одружилися.
Так з'єдналися два сильних роди. Адже у цих житомирських сімей було й багато спільного. Головне — любов до музики, мистецтва.
20 березня 1915 року народився син Святослав. З трирічного віку мати, а потім батько навчають його музиці.
У 1916 році сім'я переїжджає до Одеси, де Теофіл Ріхтер стає органістом у лютеранській кірсі, йому надається квартира у будинку служителів кірхи. Паралельно Теофіл Ріхтер викладав у консерваторії загальне фортепіано. На думку колег, він займав через свою скромність «місце нижче, ніж того заслуговував».
У 1925—1926 роках, коли вже підростає його син, «громадськість» ставить йому у провину, що він — «працівник культу», «Такі люди не мають права виховувати радянську молодь». Незважаючи на протести пастора кірхи Шеллінга, Ріхтер припиняє працювати у кірсі і стає «артистом оркестру» Оперного театру. Саме в цей час театр придбав невеликий орган, на якому Ріхтер виконує органні партії. Для утримання сім'ї Ріхтер давав також приватні уроки.
У серпні 1941 року Т. Д. Ріхтер був заарештований по ст. 54-1а КК УРСР (зрада батьківщині). Йому ставилося у провину відвідування німецького консульства, які відбувалися у 1932—36 роках. Був засуджений до вищої мірі покарання — розстрілу з конфіскацією майна. Вирок був приведений у виконання 6 жовтня 1941 року, за десять днів до початку німецької окупації.
Реабілітований посмертно у лютому 1962 року.